# ريتشارد والر
ريتشارد والر (بالإنجليزية: Richard Waller)‏ هو عازف كلارينيت أمريكي، ولد في 16 نوفمبر 1929 في فيلادلفيا في الولايات المتحدة.

## وصلات خارجية
- الموقع الرسمي